# Uld
Uld er hår fra pelsen på forskellige pattedyr, som oftest får. Uld er en tekstilråvare, som klippes og spindes til garn eller tråd og til fremstilling af filt. Uldhår er bl.a. kendetegnet ved at være tynde, bøjelige og krusede.
Da uldfiberen er "træksvag" anvendes den ikke til tovværk; den har tilbøjelighed til at briste i længderetningen og adskiller sig fra andre tekstilmaterialer. Det har givet grundlag for en særlig uldindustri adskilt fra tekstilindustriens øvrige udvikling.

## Historie
Vilde får har kortere pels med færre uldhår end tamfåret . Selv om får blev husdyr for mindst 9.000 år siden, tyder arkæologiske fund fra Iran på, at man først begyndte at fremavle uldne får omkring 6000 f.Kr. Det ældste kendte, vævede uldtøj dateres 2.000 - 3.000 år senere.
Uldfår kom til Europa omkring 3500 f.Kr. Det ældste fund af europæisk uldtøj er fundet i en dansk mose fra omkring 1.500 f.Kr. Uld omtales i mange kilder fra bronzealderen, på tavler med Linear B skrift i Knossos på Kreta og bronzealderpaladset Pylos på Peloponnes. Fra Babylon til Egypten, hos hittitterne og i Det Gamle Testamente omtales uld og uldtøj. Det fremgår klart, at det drejer sig om en organiseret tekstilindustri, og at uld var regnet som en værdifuld vare. Kilder fra Grækenland fortæller, at et enkelt klædningsstykke kunne koste et kg bronze. Det har været en formue i Danmark, nok til fremstilling af to store høvdingesværd. På mange punkter kan Danmarks langt senere bronzealder måle sig med Grækenlands, men intet fortæller, hvordan den store mængde bronze kom hertil - om den var krigsbytte eller tjent af lejesoldater i fremmed tjeneste, eller skyldtes salg af slaver eller rav. Professor Klavs Randsborg hævder i sin bog Bronze Age Textiles: Men, Women & Wealth, at eksport af dansk uld åbnede for omfattende import af bronze. Skibe fra Sydskandinavien og Danmark kontrollerede Østersøen og handelsruterne ned gennem Nordtyskland. Mens man i resten af Europa kun har nogle få stumper tøj fra bronzealderen, er hele dragter fundet i de danske egekistegrave. Nationalmuseet har en samling af mande- og kvindedragter i uld fra det andet årtusind f.Kr., der er i så god stand, at de kan måle sig med tekstiler fra Egypten, som er bevaret i det tørre ørkenklima. I danske kvindegrave finder man ofte flere tekstiler op til 10 km end i mandegravene, men kvinderne deltog nok også i større grad end mænd i den arbejdskrævende proces med at behandle ulden. Egtvedpigen havde fx næsten syv kvadratmeter tekstiler med til det hinsidige. Hos hittitterne i Anatolien ville Skrydstruppigens omfangsrige kappe  have indbragt bronze nok til at støbe 100 sværdklinger. En så stor ubalance i priser ansporer til vareudveksling, især over store afstande – og tekstiler er lette at pakke sammen og nemme at transportere.

## Uldsorter
Ud over uld fra får, kan nævnes følgende uldsorter
- Alpakauld – blød og glansfuld uld fra lamadyret alpaka.
- Angorauld – meget blød uld fra angorakanin, en varietet af tamkanin.
- Kameluld – blød, kruset og finfibret uld fra kamel.
- Kashmiruld – blød og finfibret uld fra kashmirgeder,  der omfatter visse racer af tamgeden.
- Lamauld – ligner alpakauld, men er lidt grovere. Fra lama.
- Mohair – grov langfibret blød og glansfuld uld fra angorageden, en race af tamgeden.
- Vikunjauld – meget blød fin og dyr uld fra lamadyret vikunja.
- Moskusuld